# Hàng không năm 1962
Đây là danh sách các sự kiện hàng không nổi bật xảy ra trong năm 1962:

## Chuyến bay đầu tiên
Tháng 1
- 9 tháng 1 - Hawker Siddeley Trident

Tháng 4
- 14 tháng 4 - Bristol Type 188

Tháng 6
- Jovair J-2
- 29 tháng 6 - Vickers VC10 G-ARTA

Tháng 8
- 10 tháng 8 - Bell 533
- 13 tháng 8 - Hawker Siddeley HS.125 G-ARYA

Tháng 9
- 19 tháng - Aero Spacelines Pregnant Guppy

Tháng 10
- 12 tháng 10 - Dassault Balzac
- 28 tháng 10 - Westland Wasp

Tháng 12
- 7 tháng 12 - Aérospatiale Super Frelon
- 22 tháng 12 - Lockheed A-12
- 24 tháng 12 - Aérospatiale N 262

## Bắt đầu hoạt động
Tháng 3
- 18 tháng 3 - Convair CV-990 trong American Airlines

Tháng 6
- McDonnell F4H-1 trong phi đội VMF(AW)-314 thuộc Thủy quân Lục chiến Hoa Kỳ

Tháng 7
- 1 tháng 7 - Boeing Vertol 107 trong New York Airways